# 하츠 오브 아이언
하츠 오브 아이언(Hearts of Iron)은 패러독스 인터랙티브에서 개발하고 유통한 게임으로, 1936년부터 1948년까지의 제2차세계대전 기간의 한 나라를 골라 플레이할 수 있다. 2002년에 마이크로소프트 윈도우 버전으로 출시되었으며 매킨토시 버전 이후 발매되었다. 수석 게임 프로그래머는 요한 안데르손이다. 하츠 오브 아이언의 후속작인 하츠 오브 아이언 2는 2006년에 출시되었으며, 2008년 8월 20일 하츠 오브 아이언 3의 개발이 발표되어 2009년 3분기에 출시되어 있다.

## 게임 플레이
하츠 오브 아이언은 유로파 유니버설리스의 게임 엔진을 기반으로 하고 있지만, 많은 변경점을 가지고 있다.
- 각각 수십 개의 연구가능한 항목이 있는 14개 분야(보병/포병/산업/기갑부대/해군/기타)로 나뉜 매우 상세한 테크 트리
- 직접 커스터마이즈 가능한 일부 유닛
- 4개의 천연자원(석탄, 철, 고무, 석유)에 기반한 경제 시스템.
- 직접 선택 가능한 정치가와 장군들
- 식민지 민병부터 ICBM에 이르는 수십 개의 군사유닛
- 부대의 기동과 전투효율, 보급에 영향을 끼치는 기상 시스템
- 게임플레이는 2차세계대전을 배경으로 이루어지며, 플레이어는 실제 역사대로 일어났던 이벤트들을 직접 일으키거나, 이를 지켜볼 수 있다.(때문에 하츠 오브 아이언은 대체역사게임으로 간주되기도 한다.)

게임 내에는 연합국, 추축국, 코민테른이란 세 개의 주된 동맹이 있으며 플레이어는 이에 참여하거나, 독자적인 세력으로 남을 수 있다. 실제로는 거의 일어나지 않는 일이지만, 1948년 1월 1일 00:00까지 시나리오가 진행되거나 혹은 하나의 동맹세력이 남을 시, 게임은 종료된다. 전자의 경우 세계의 중요거점과 도시들을 얼마나 많이 점거하고 있느냐에 따라 승점을 계산하여 최종적인 승자가 결정되며, 후자의 경우 마지막까지 살아남은 단일 세력이 승리자로 확정된다.
- 하츠 오브 아이언은 패러독스사의 작품이다. 마이너하지만 steam 게임 순위에서 꽤나 상위권에 노출되며 동시 접속자도 많은편, dlc라는 확장팩을 통해 수익을 올린다.

## 평가
| Hearts of Iron |        |
| --- | ------ |
| 통합 점수 통합사 점수 메타크리틱 72/100 [ 1 ] 평론 점수 평론사 점수 CGW [ 2 ] 유로게이머 6/10 [ 3 ] 게임스팟 7/10 [ 4 ] 게임존 7.5/10 [ 5 ] IGN 8.5/10 [ 6 ] PC 포맷 76% [ 7 ] PC 게이머 (US) 90% [ 8 ] PC 존 85% [ 9 ] |        |
| 통합 점수 |        |
| 통합사 | 점수   |
| 메타크리틱 | 72/100 |
| 평론 점수 |        |
| 평론사 | 점수   |
| CGW | [ 2 ]  |
| 유로게이머 | 6/10   |
| 게임스팟 | 7/10   |
| 게임존 | 7.5/10 |
| IGN | 8.5/10 |
| PC 포맷 | 76%    |
| PC 게이머 (US) | 90%    |
| PC 존 | 85%    |

## 같이 보기
- 하츠 오브 아이언 2
- 하츠 오브 아이언 2: 둠스데이
- 하츠 오브 아이언 2: 아마게돈
- 하츠 오브 아이언 3
- 하츠 오브 아이언 4